# Ecem Erkek
Ecem Erkek (* 24. Juni 1989 in Ankara) ist eine türkische Schauspielerin.

## Leben und Karriere
Erkek wurde am 24. Juni 1989 in Ankara geboren. Ihre Familie stammt aus Sivas. Sie studierte an der Hacettepe Üniversitesi. Danach setzte sie ihr Studium an der Ankara Üniversitesi fort. Sie spielte in verschiedenen Theaterstücken wie The American Dream, Woyzeck, The Threepenny Opera, Tersine Dünya, Romeo and Juliet und Şark Dişçisi mit. Außerdem war sie 2017 in der Fernsehserie Hayat Sırları zu sehen. Von 2017 bis 2021 nahm sie an der Sendung Güldür Güldür Show teil. Außerdem tauchte sie in The Protector auf. 2020 wurde sie für die Auszeichnung Altın Kelebek Award als Beste Komikerin nominiert. Unter anderem bekam sie 2022 in Aşk Kumardır die Hauptrolle. Seit 2022 ist sie in der Serie Güzel Günler zu sehen.

## Filmografie
Filme
- 2021: Sen Hiç Ateşböceği Gördün mü?
- 2022: Müjdemi İsterim

Serien
- 2017: Hayat Sırları
- seit 2022: Güzel Günler
- 2022: Aşk Kumardır

Sendungen
- 2017–2021: Güldür Güldür Show